# Перл, Джуда
Джуда Перл (англ. Judea Pearl — Джудиа Перл, ивр. יהודה פרל‎, род. 1936) — американский и израильский учёный в области информатики, автор математического аппарата байесовских сетей, создатель математической и алгоритмической базы вероятностного вывода, автор алгоритма распространения доверия для графических вероятностных моделей, do-исчисления и исчисления контрфактических условных.
В 2011 году Перл стал лауреатом Премии Тьюринга за «фундаментальный вклад в искусственный интеллект посредством разработки исчисления для проведения вероятностных и причинно-следственных рассуждений».
Член Национальной академии наук США (2014).
Книга Перла «Probabilistic Reasoning in Intelligent Systems: Networks of Plausible Inference» (1988) занимает 7-е место в базе CiteSeerX по количеству цитирований (5222 фактов по состоянию на май 2012 года).
Отец убитого в Пакистане в 2002 году американского журналиста Дэниела Перла.

## Биография
Родился 4 сентября 1936 года в Тель-Авиве в подмандатной Палестине, в семье иммигрантов из Польши. Детство прошло в Бней-Браке — в группе гурских хасидов основавших этот город был его дед — Хаим Перл. В 1956 году, после службы в израильской армии и присоединения к коммуне кибуцев, Перл принял решение изучать инженерное дело и поступил в Технион (Хайфа, Израиль), где познакомился со своей будущей женой Рут. В 1960 получил степень бакалавра электротехники.
После окончания института отправился на дальнейшее обучение в США, а в 1961 году получил степень магистра электроники в Ньюаркском инженерном колледже (современный Институт технологии в Нью-Джерси), в 1965 году — степень магистра физики в Ратгертском университете. В этом же году в Бруклинском политехническом институте (современный Нью-Йоркский университет) получил степень доктора философии по электротехнике. В диссертации Перла на тему «Вихревая теория сверхпроводниковых запоминающих устройств» (англ. Vortex Theory of Superconductive Memories) был открыт вихрь Перла — новый тип сверхпроводящего тока в тонких плёнках, подобный вихрю Абрикосова. Перл работал в исследовательской лаборатории компании RCA и в компании Electronic Memories, где занимался разработкой сверхпроводниковых запоминающих устройств и современных систем памяти.
Давний интерес к логике и методам проведения рассуждений побудил Перла перейти в 1969 году в Калифорнийский университет в Лос-Анджелесе, а в 1970 году он получил место на только что созданном факультете информатики. В 1976 году был назначен на должность профессора, а в 1978 году им была основана лаборатория когнитивных систем. Эта лаборатория стала постоянным рабочим местом учёного, в котором проводились исследования в области искусственного интеллекта: эвристического поиска, вероятностных рассуждений и впоследствии — причинно-следственных рассуждений. В 1984 году публикует книгу «Эвристики: интеллектуальные поисковые стратегии для автоматизированного решения проблем» (англ. Heuristics: Intelligent Search Strategies for Computer Problem Solving), в которой были представлены новые результаты в области традиционных алгоритмов поиска, таких, как А* и игровых алгоритмов, поднявшие исследования в этом направлении на новый уровень.
В 1988 году публикует фундаментальный труд «Вероятностные рассуждения в интеллектуальных системах» (англ. Probabilistic Reasoning in Intelligent Systems), ставший революционным для искусственного интеллекта. Через несколько лет ведущие исследователи в области логики и нейронных сетей приняли вероятностный подход, кратко называемый теперь современным подходом в искусственном интеллекте. В этой книге, представляющей собой итог многолетних исследований и более чем 50 публикаций, Перл предлагает новый подход к построению вероятностных моделей с использованием ориентированных графов без циклов — вероятностные графические модели: Байесовские сети и Марковские сети. Перлом был разработан новый алгоритм вычисления апостериорных вероятностей в сложных вероятностных моделях (алгоритм belief propagation («распространения доверия»), ставший основой турбо-кодов), а также алгоритмы приближенного вывода с использованием метода Монте-Карло в марковских цепях, свойства условной независимости, алгоритмы обучения. После публикации книги Байесовские сети стали важной частью исследований в области машинного обучения, статистики, распознавания естественного языка, вычислительной биологии, машинного зрения, робототехники и когнитивных наук.
В 2000 году выходит ещё один фундаментальный труд — книга «Причинность: модели, рассуждения и вывод» (англ. Causality: Models, Reasoning, and Inference). В книге предложен завершённый строгий математический аппарат для выявления причинно-следственных связей в данных, проведения причинно-следственных рассуждений (англ. Causal Reasoning), рассуждений с использованием контрфактов (англ. counterfactual reasoning), интервенционального анализа (англ. interventional analysis) и do-исчисления (англ. do-calculus). Работа Перла о причинности завоевала премию Лакатоса как наиболее значительное новаторское произведение в области философии науки. В 2003 года Ассоциация вычислительной техники наградила Перла Медалью Аллена Ньюэлла за «вклад в искусственный интеллект и его приложения, построение мощной математической и теоретической базы посредством новаторских работ в области эвристического поиска, рассуждений в условиях неопределённости, удовлетворения ограничений, немонотонных рассуждений и причинно-следственного моделирования», а в 2008 году награждён медалью Бенджамина Франклина за «создание первых основных алгоритмов для вычислений и рассуждений в условиях неопределённости свидетельства». В 2011 году Перл стал лауреатом Премии Тьюринга и Премии Харви. Профессор компьютерных наук Ричард Корф (Richard Korf) описывает Перла как одного из великанов в области искусственного интеллекта.
В свободное время увлекается музыкой: играет на гитаре, пианино, поёт в хоре, собирает коллекцию старопечатных книг по математике, философии, иудаике. У Джуды и Рут Перл трое детей: Тамара, Мишель и Дэниел, после похищения и убийства в 2002 году Дэниела Перла, Джуда и Рут Перлы основали Фонд Дэниеля Перла.

## Исследования
Сфера научных интересов Джуды Перл — философия науки, представление знаний, неклассическая логика и обучение. Профессор Калифорнийского университета Ричард Корф назвал Перла «одним из гигантов в области искусственного интеллекта». По данным Ассоциации вычислительной техники его работа о причинности «произвела революцию в понимании причинности в статистике, психологии, медицине и социальных науках».

## Высказывания
- «Любой феномен, который демонстрирует человек, должен суметь имитировать и компьютер»[24]
- «Не существует свободы воли, однако свобода воли — полезная иллюзия, поскольку эволюция считает необходимым вооружить нас этой иллюзией… Наши действия предопределены активацией нейронов. Один нейрон активируется, потому что другие нейроны посылают определённые сигналы… Наши сегодняшние действия определяются состоянием разума, сформированным вчера»[25]

## Награды
- BBVA Foundation Frontiers of Knowledge Award (2021)
- 2015 —  Премия Диксона
- 2011 —  Премия Тьюринга за «фундаментальный вклад в искусственный интеллект посредством разработки исчисления для проведения вероятностных и причинно-следственных рассуждений»[3].
- 2011 —  Премия Харви за «основополагающие работы, оказавшие влияние на множество аспектов современной жизни»[19]
- 2011 —  Премия Румельхарта за «вклад в теоретические основы человеческого познания»[26].
- 2011 —  Зал славы IEEE. Искусственный интеллект[27].
- 2008 —  Медаль Бенджамина Франклина в области компьютерных и когнитивных наук за «создание первых основных алгоритмов для вычислений и рассуждений в условиях неопределённости свидетельства»[18].
- 2003 —  Медаль Аллена Ньюэлла за «вклад в искусственный интеллект и его приложения, построение мощной математической и теоретической базы посредством новаторских работ в области эвристического поиска, рассуждений в условиях неопределённости, удовлетворения ограничений, немонотонных рассуждений и причинно-следственного моделирования»[17].
- 2001 —  Премия Лакатоса за работу «Причинность: модели, рассуждения, вывод» (2000)[16].